# Coruja-do-mato-neotropical
A coruja-do-mato-neotropical (Strix virgata) é uma coruja da família dos estrigídeos (Strigidae). De tamanho médio, é encontrada na América Central e na América do Sul. Sua cabeça e o dorso são manchados de marrom e a parte inferior esbranquiçada, com barras verticais no peito e na garganta. Os olhos são escuros e a cabeça redonda, não apresentando tufos nas orelhas. É territorial e encontrada em florestas secas e selvas, em altitudes de até 2 500 metros acima do nível do mar.
Também é conhecida pelo nome de coruja-de-bigode, mocho-carijó e mocho-do-mato.

## Taxonomia
Foi descrita pela primeira vez pelo ornitólogo norte-americano John Cassin em 1849, recebendo o nome binomial de Syrnium virgatum. Em 1999, Wink e Heidrich a transferiram para o gênero Strix, mas isso ainda é contestado por alguns autores.

### Subespécies
São reconhecidas sete subespécies:
- S. v. squamulata (Bonaparte, 1850) - oeste do México (Sonora de Guerrero e Morelos para Guanajuato).
- S. v. tamaulipensis Phillips, 1911 - nordeste do México (S Nuevo León e Tamaulipas).
- S. v. centralis (Griscom, 1929) - leste e sul do México até o oeste do Panamá.
- S. v. virgata (Cassin, 1849) - leste do Panamá, Colômbia, Equador, Venezuela e Trinidad.
- S. v. superciliaris (Pelzeln, 1863) - centro-norte e nordeste do Brasil. Esta subespécie apresenta a porção dorsal marrom, rêmiges e retrizes barradas. A face apresenta disco facial escuro contornado por uma estreita linha branca que é mais espessa na região superciliar. Peito claro fortemente manchado de marrom-acastanhado. Região ventral de coloração branca ou pardacenta apresentando estriado vertical com estrias marrons ou marrom-acastanhadas. O crisso é esbranquiçado.
- S. v. borelliana (W. Bertoni, 1901) - sudeste do Brasil, Paraguai e leste e nordeste da Argentina (Misiones). Esta subespécie apresenta duas fases de plumagem. A fase escura é predominantemente marrom na sua parte superior, apresentando pintas e barrado de coloração branca ou pardacenta. Os escapulários externos são marrom-amarelados; as asas são marrom escuras com barrado claro. A porção ventral é branco-padacenta com estrias marrons. A fase escura é similar a subespécie nominal.
- S. v. macconnelli (Chubb, 1916) - ocorre nas Guianas e no extremo norte do Brasil. Esta subespécie apresenta disco facial escuro delimitado por uma clara linha branca. Coloração dorsal intensamente marrom-acastanhado e intensamente barrado nas asas e cauda. Coloração ventral castanho-acanelada, não apresentando coloração preta nas laterais do peito.

## Descrição
É uma coruja de médio porte, com adultos atingindo 280–355 mm (11–14 pol) de comprimento. As fêmeas são consideravelmente maiores do que os machos, tendo o maior grau de dimorfismo sexual em relação a todas as espécies de coruja. A coroa, a nuca e o dorso são pintados em vários tons de marrom escuro, o disco facial é marrom claro e a garganta, o peito e o ventre são esbranquiçados com estrias marrons verticais características. Os olhos grandes são castanhos, o bico é amarelo-acinzentado ou azul-acinzentado e as pernas e pés são amarelo-acinzentados. Existe uma forma mais escura da ave com o peito e a barriga amarelos. Produz uma variedade de vocalizações.

## Distribuição e habitat
É nativa da América Central e da América do Sul. Seu alcance se estende do sul do México até a Argentina e o Brasil, sendo encontrada em altitudes de até 2 500 m (8 200 pé). Habita uma variedade de habitats arborizados, incluindo floresta tropical, orla de floresta, floresta de espinhos seca, floresta de pinheiros/carvalhos e plantações, além de campos abertos com árvores dispersas. Em algumas partes de sua distribuição é uma espécie comum e costuma ser encontrada perto de habitações humanas.

## Comportamento
É noturna e passa o dia em vegetação densa, onde pode ser cercada por outras aves. Seus olhos grandes são adaptados para a visão em níveis baixos de luz, e sua audição também é apurada. É uma espécie predadora e, à noite, muitas vezes se empoleira em um galho ao lado de uma clareira ou na orla de uma floresta à procura de presas. Quando detecta um pequeno objeto em movimento, desce de seu poleiro com asas silenciosas e ataca seu alvo, que pode ser um pequeno mamífero, um pássaro, um réptil ou anfíbio ou um grande besouro, gafanhoto ou outro inseto.
Reproduz-se entre fevereiro e maio na Colômbia e entre setembro e novembro na Argentina. Normalmente nidifica em um buraco em uma árvore, mas também pode escolher um ninho vazio construído por outra espécie. Um ou geralmente dois ovos brancos são postos e incubados pela fêmea e ambos os pais cuidam dos filhotes.

## Conservação
Possui uma variedade muito ampla e sua população foi estimada em algo entre quinhentos mil e cinco milhões. Seu estado de conservação foi listado pela União Internacional para a Conservação da Natureza (IUCN) como espécie pouco preocupante com base no fato de que, embora seus números possam estar diminuindo ligeiramente, não estão diminuindo a uma taxa que justificaria colocá-la em uma categoria mais vulnerável.